# Fitoplazma
A fitoplazma (Phytoplasma) baktériumok egy nemzetségének a neve; az ide tartozó növénypatogén fajok a növényi floémszövet, illetve a hordozó (vektor) rovarok obligát parazitái. Bár vírusfertőzéshez hasonló tüneteket produkálnak a növényeken, mégis a Gram-pozitív baktériumok közé tartoznak. Először 1967-ben fedezték fel őket, a tudósok mikoplazmaszerű szervezeteknek, vagy MLO-knak (mycoplasma-like organism) nevezték el őket.
Sejtmentes közegben, táptalajon (in vitro) nem szaporíthatóak. Jellemző rájuk a sejtfal hiánya (háromrétegű membránnal határoltak), a pleiomorfia (sokalakúság), továbbá nem tartalmaznak kromoszomális struktúrával rendelkező sejtmagot. Átmérőjük normálisan 1 mikrométernél kisebb, genomjuk is igen kicsi.
A fitoplazmák fontos haszonnövények, köztük a kókuszpálma, a cukornád, a szőlő, a rizs és a Prunus nemzetség gyümölcsfáinak kártevői, a kártétemények az enyhe sárgulástól az ellevelesedésen át a fertőzött növény pusztulásáig terjednek. A trópusi és szubtrópusi éghajlat alatt a legelterjedtebbek. A fitoplazmáknak szükségük van terjesztő vektorra, ez leggyakrabban a kabócafélék közül kerül ki, melyekben szintén képesek a sokszorozódásra, de a növényi élősködő aranka is képes átvinni a fertőzést.

## Története
Fitoplazma-okozta növénybetegségről már régről vannak írásos emlékek, az egyik legkorábbi az 1603-as eperfa-törpeségről Japánból. Először ezeket a betegségeket vírusoknak tulajdonították, melyek terjedéséhez éppúgy szükség van rovarvektorra, nem lehet kultúrában tenyészteni őket, és az okozott tünetek is hasonlóak, mint a fitoplazmáknál. 1967-ben találták meg a fitoplazmákat a növényi floémszövet ultravékony metszeteiben, és  mikoplazmaszerű szervezeteknek, vagy MLO-knak (mycoplasma-like organism) nevezték el őket, mivel hasonlítottak a mikoplazmákra. Azóta több száz sárgulásos, törpüléses, seprűsödéses tünetet mutató növényben mutatták ki jelenlétüket. Az élőlények 1994-ben, a Nemzetközi Mikoplazmológiai Szervezet 10. kongresszusán kapták meg a fitoplazma nevet, ami egyértelműen jelzi növénykórokozó mivoltukat.

## Morfológiája
Mivel a baktériumok „lágy bőrű” Mollicutes osztályához tartoznak, a fitoplazmákat sejtfal helyett csak háromrétegű, kb. 10 nm vastag sejthártya határolja. Az eddig tanulmányozott fitoplazmák sejthártyája egyetlen immundomináns, ismeretlen funkciójú fehérjét tartalmaz, ami a sejthártya fehérjetartalmának nagyobb részét teszi ki.
Morfológiailag nagyon sokrétűek, vannak kicsiny gömbölyű (60-100 nm átmérő), nagyobb (150-1100 nm átmérő), gömbös vagy hengeres, szabálytalan, elágazó, filamentumos (1-2 µm-es vagy hosszabb), lehetnek nyúlványaik és sarjadzó részeik is. Később pásztázó elektronmikroszkópos felvételeken felfedeztek elágazó, súlyzó alakú, sarjadzó és hasadással osztódó alakokat is.
A fitoplazmák egyszerű metszetekben többnyire 200-800 nm átlagos átmérőjű, kerek vagy tojásdad, változatos alakú (pleomorf) testeknek látszanak (ám a vékony metszetekben megfigyelt gömbölyded alakok komplexen elágazó formák látszólagos alakjai is lehetnek), más vizsgálatok elágazó, filamentszerű morfológiájúnak írják le őket. A még élő fitoplazmák in situ, inkubált rostasejtekben történő megfigyelésekor a fonálszerű alakokat látták uralkodónak.
Ahogy más prokariótáknál is tapasztalható, a DNS nem tömörül sejtmagba, szabadon található a sejtplazmában.

## Tünetei
A fitoplazma-fertőzés gyakori tünete az ellevelesedés (fillódia), azaz a virágok helyén levélszerű képletek kialakulása. Az eddigi bizonyítékok arra mutatnak, hogy a fitoplazma leszabályozza a párta kialakulásában közreműködő (AP3 és ortológjai) és a csúcsmerisztéma karbantartásáért felelős (Wus és CLV1) géneket. Ennek következménye, hogy csészelevél fejlődik ki párta helyett. Más tünetek, mint a levelek elsárgulása, annak a számlájára írhatók, hogy a fitoplazma puszta jelenléte a floémban befolyásolja annak funkcióját, akadályozhatja a szénhidrátok transzportját.
A fitoplazmával fertőzött növényeken előfordul még a párta sejtjeiből hiányzó pigmentek miatt zöld virágok kifejlődése (virescence) és időnként a virágok sterilitása is.
A fitoplazma-fertőzött növények gyakran bokros vagy boszorkányseprű-megjelenésűek, mivel a fertőzéstől a normális növekedési minták megváltoznak. A legtöbb növény csúcsdominanciát mutat, de a fitoplazmától elburjánozhatnak az oldalirányú hajtások, és megnőhet a szártagok mérete. Ezek a tünetek néha előnyösek is lehetnek, például a mikulásvirág (poinsettia) termesztésekor. A fertőzés miatt megnő az oldalirányú hajtások száma, ami lehetővé teszi az egynél több virágú mikulásvirágok termesztését.
Sok, a fitoplazmák által okozott tünetet valójában nem a fitoplazma valamely specifikus patogén hatása váltja ki, hanem a fertőzés okozta stressz. A fotoszintézis, különösen a II. fotokémiai rendszer sok fitoplazma-fertőzött növényben blokkolva van. A fitoplazmával fertőzött növények gyakran elsárgulnak, amit a klorofill lebomlása okoz, mivel annak bioszintézise is gátolt.

## Transzmissziója

### Növények közötti továbbítása
A fitoplazmákat nagyrészt a Cicadellidae (mezeikabóca-félék), Psyllidae (levélbolhák) és Fulgoridae családokba tartozó rovarok terjesztik, melyek a fertőzött növények floémszövetéből táplálkoznak, így felvéve a fitoplazmákat és továbbítva őket a következő tápnövényükhöz. Ezért a fitoplazmák által fertőzött növények köre nagyban függ a terjesztő rovartól is. A fitoplazmák sejtjeinek felületén a fehérjék nagy részét egyetlen, antigén hatású protein alkotja. Ez a fehérje bizonyítottan kapcsolatba lép a rovarok mikrofilamentum-komplexeivel, és valószínűleg a meghatározó tényezők a rovar és a fitoplazma közötti interakcióban. A fitoplazmák áttelelhetnek a rovarban, vagy évelő növényekben. A fitoplazma-fertőzés különböző hatásokkal járhat a hordozó rovarra nézve; csökkent és megnövekedett fitnesz egyaránt előfordul.
A fitoplazmák a szipókán (serteköteg, szurony, stylet) keresztül lépnek be a rovar testébe, majd az emésztőrendszeren végighaladva a hemolimfába kerülnek. Innen jutnak át a nyálmirigyekbe, ez akár három hétig is eltarthat. A folyamat végére a fertőzött gazdaállat minden szervében megtalálhatók. A szájszervbe való bejutás és a fertőzésre képes állapot közötti időt látens időszaknak nevezik.
A fitoplazmákat terjesztheti a szulákfélékhez tartozó aranka nevű parazita növény is, de terjedhetnek vegetatív úton is, pl. a fertőzött növény egészségesbe való oltásával.

### Növényen belüli továbbítása
A fitoplazmák a floémen belül a forrástól a nyelő irányába tudnak haladni, és képesek átjutni a rostacsőelemeken. Vannak arra utaló jelek, hogy a passzív transzlokáció önmagában nem magyarázza meg a fitoplazma előrehaladását.

## Észlelése, diagnosztizálása
A fejlett molekuláris technikák megjelenése előtt a fitoplazma-fertőzés diagnosztizálása nehéz volt, mivel kultúrában nem szaporíthatóak. Így a hagyományos diagnosztikai technikákra volt szükség, mint a tünetek megfigyelése. A floémszövetből készített ultravékony metszetek vizsgálatával is ki lehetett mutatni a jelenlétüket. A fertőzött növényeket antibiotikumokkal, pl. tetraciklinnel kezelték, ha ez segített a növényen, valószínűsíthető volt a fertőzés.
A fitoplazma észlelésének molekuláris technikái, ideértve az ELISA-alapú módszereket (Enzyme-linked immunosorbent assay, enzimhez kötött ellenanyag-vizsgálat) az 1980-as években kezdtek megjelenni. Az 1990-es évek elején jelentek meg a PCR-alapú, az ELISA-nál jóval érzékenyebb módszerek, az RFLP-analízis (Restriction fragment length polymorphism, restrikciós fragmentumhossz-polimorfizmus) lehetővé tette a fitoplazma különböző törzseinek és fajainak meghatározását is.
Az utóbbi években vált lehetővé a fitoplazma-fertőzés mértékének a kimutatása. A QPCR (quantitative real-time PCR, kvantitatív valós idejű PCR) és a bioimaging (biológiai képalkotás) eszközök hatékonynak bizonyultak a fitoplazma növénybeli mennyiségének meghatározására, titrálására.

## Féken tartása
A fitoplazma-fertőzést általában a betegségnek ellenálló fajták kitenyésztésével, illetve ültetésével – ez a leggazdaságosabb ismert módszer –, vagy a betegséget hordozó rovarok irtásával lehet megakadályozni.
Lehetséges fertőzött növényekből egészséges szövetkultúra létrehozása. Ennek esélye növelhető krioterápia alkalmazásával: a növénymintákat folyékony nitrogénbe helyezik, mielőtt kultúraként felhasználnák azokat.
Végeztek kutatásokat a fitoplazmák ellen bevetendő plantibody (genetikailag módosított növényekkel termeltetett antitestek) alkalmazására is.
A tetraciklin-vegyületek bakteriosztatikus hatásúak, azaz akadályozzák a fitoplazma terjedését. Az antibiotikumok folyamat használata nélkül azonban a betegség tünetei újra megjelennek. Így a tetraciklin a mezőgazdaság számára nem hatékony szer, bár dísz-kókuszpálmák védelmére alkalmazzák.

## Genetikája
Ezidáig három fitoplazma genomjának fejezték be a szekvenálását: az őszirózsa sárgulását és boszorkányseprűsödését okozó fitoplazmáét (Aster Yellows Witches Broom), a hagymasárgulás-fitoplazmáét (Onion Yellows) (Ca. Phytoplasma asteris) és a Ca. Phytoplasma australiense-ét
A fitoplazmák genomja nagyon apró, GC-tartalmuk pedig olyan alacsony (egyes esetekben csak 23%), ami már az elméleti határ közelében lehet. a csillagpázsit fehérlevelűségét (BGWL) okozó fitoplazma genomja mindössze 530 kilobázispár, ami az ismert legkisebb genomok egyike.
A nagyobb fitoplazmagenomok 1350 kilobázispár körül vannak. A fitoplazmák kis méretű genomjának oka, hogy evolúciójuk során Bacillus/Clostridium őseikből redukálódtak. Eredeti génjeik legalább 75%-át elveszítették, ezért nem képesek a  rovarokon vagy a növényi floémen kívül a túlélésre. Egyes fitoplazmák kromoszómán kívüli DNS-t, pl. plazmidokat tartalmaznak.
Genomjukban kis mérete ellenére számos gén több kópiában is jelen van. A fitoplazmákból számos megszokott anyagcsere-funkció génje hiányzik, és nincsenek működő homológ rekombinációs útvonalaik, de szekréciós útvonallal rendelkeznek. Sok fitoplazmának 2 rRNS operonja van. A Mollicutes többi részétől eltérően stop kodonként az UGA tripletet használja a triptofán kódja (UGG) helyett.
A fitoplazma-genomban nagy számban vannak jelen transzpozonok és inszerciós szekvenciák. A repetitív extragénikus palindrom szekvenciák (REPs) saját osztályát tartalmazzák, amit PhREPS-nek neveztek el; szerepük eddig ismeretlen, egy elképzelés szerint a PhREPS-ek hajtű-szerkezetei az átírás lezárásával, vagy a genom stabilitásával lehet kapcsolatos.

## Rendszertana
A fitoplazmák a Mollicutes osztályba, ezen belül a monofiletikus Acholeplasmatales rendbe tartoznak. 1992-ben a Mollicutes rendszertanával foglalkozó albizottság (Subcommittee on the Taxonomy of Mollicutes) tett javaslatot a Phytoplasma név használatára a korábbi MLO (mycoplasma-like organism, mikoplazma-szerű szervezet) helyett, „a fitopatogén Mollicutes-ekre való hivatkozás esetén”. 2004-ben a Phytoplasma nemzetségnév elfogadottá vált, és jelenleg Candidatus státusban van, ami a kultúrában nem tenyészthető baktériumoknál szokásos. A fitoplazmák rendszertani besorolását megnehezíti, hogy laboratóriumi körülmények között nem szaporítható, így a prokarióták osztályozásának szokásos módszerei sem használhatók az osztályozásnál. A fitoplazmák rendszertani csoportosítását RFLP módszerrel (a 16S rRNS génszekvenciát restrikciós endonukleázokkal emésztve a taxonra jellemzően eltérő hosszú fragmentumokat kapnak) vagy a 16s/23s spacer régiók DNS-szekvenciáinak összehasonlításos vizsgálatával végezték el. Nincs teljes egyetértés abban, hogy a fitoplazmákat hány rendszertani csoportra kellene felosztani. A 16Sr gén nemrégiben elvégzett számítógépes szimulációs restrikciós vizsgálata legfeljebb 28 csoportot eredményezett, más tanulmányok kevesebb csoportot, de több alcsoportot hoznának létre. Minden csoportba legalább egy Ca. Phytoplasma-faj tartozik, jól megkülönböztethető biológiai, fitopatológiai és genetikai tulajdonságokkal. Az alábbi táblázat összefoglalja a nagyobb taxonómiai csoportokat és a hozzájuk tartozó candidatus fajokat.
| 16Sr csoport | Csoport neve                                              | Faj | Referencia |
| ------------ | --------------------------------------------------------- | --- | ---------- |
| 16SrI        | Őszirózsa sárgulása                                       | Ca. Phytoplasma asteris Ca. Phytoplasma japonicum                                                                                                 |            |
| 16SrII       | Földimogyoró boszorkányseprűsödése                        | Ca. Phytoplasma aurantifolia |            |
| 16SrIII      | Őszibarack X-betegség Őszibarack rozettásodása            | Ca. Phytoplasma pruni |            |
| 16SrIV       | Kókuszpálma letális sárgulása                             | Ca. Phytoplasma palmae Ca. Phytoplasma castaneae Ca. Phytoplasma cocosnigeriae                                                                    |            |
| 16SrV        | Szilfa sárgulása                                          | Ca. Phytoplasma ziziphi Ca. Phytoplasma vitis Ca. Phytoplasma ulmi                                                                                |            |
| 16SrVI       | Here ellevelesedése                                       | Ca. Phytoplasma trifolii |            |
| 16SrVII      | Kőrisfa sárgulása                                         | Ca. Phytoplasma fraxini |            |
| 16SrVIII     | Szivacstök boszorkányseprűsödése                          | Ca. Phytoplasma luffae |            |
| 16SrIX       | Galambborsó boszorkányseprűsödése                         | Ca. Phytoplasma phoenicium |            |
| 16SrX        | Almafa boszorkányseprűsödése                              | Ca. Phytoplasma mali Ca. Phytoplasma pyri Ca. Phytoplasma prunorum Ca. Phytoplasma spartii Ca. Phytoplasma rhamnii Ca. Phytoplasma allocasuarinae |            |
| 16SrXI       | Rizs sárgulásos törpülése cukornád fehérlevelűsége (SCGS) | Ca. Phytoplasma oryzae | [ 45 ]     |
| 16SrXII      | Sztolbur                                                  | Ca. Phytoplasma solani Ca. Phytoplasma australiense                                                                                               |            |
| 16SrXIII     | Mexikói rózsásmeténg-virágzöldülés                        | Határozatlan |            |
| 16SrXIV      | Bermudafű (csillagpázsit) fehérlevelűsége                 | Ca. Phytoplasma cynodontis |            |
| 16SrXV       | Hibiszkusz boszorkányseprűsödése                          | Ca. Phytoplasma brasiliense |            |

## Galéria

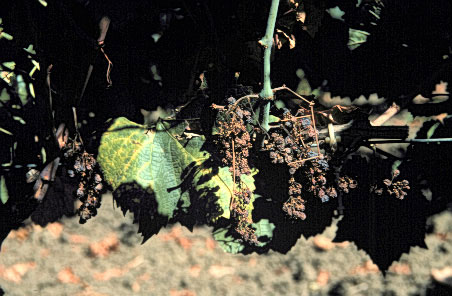
Fitoplazmával fertőzött szőlő
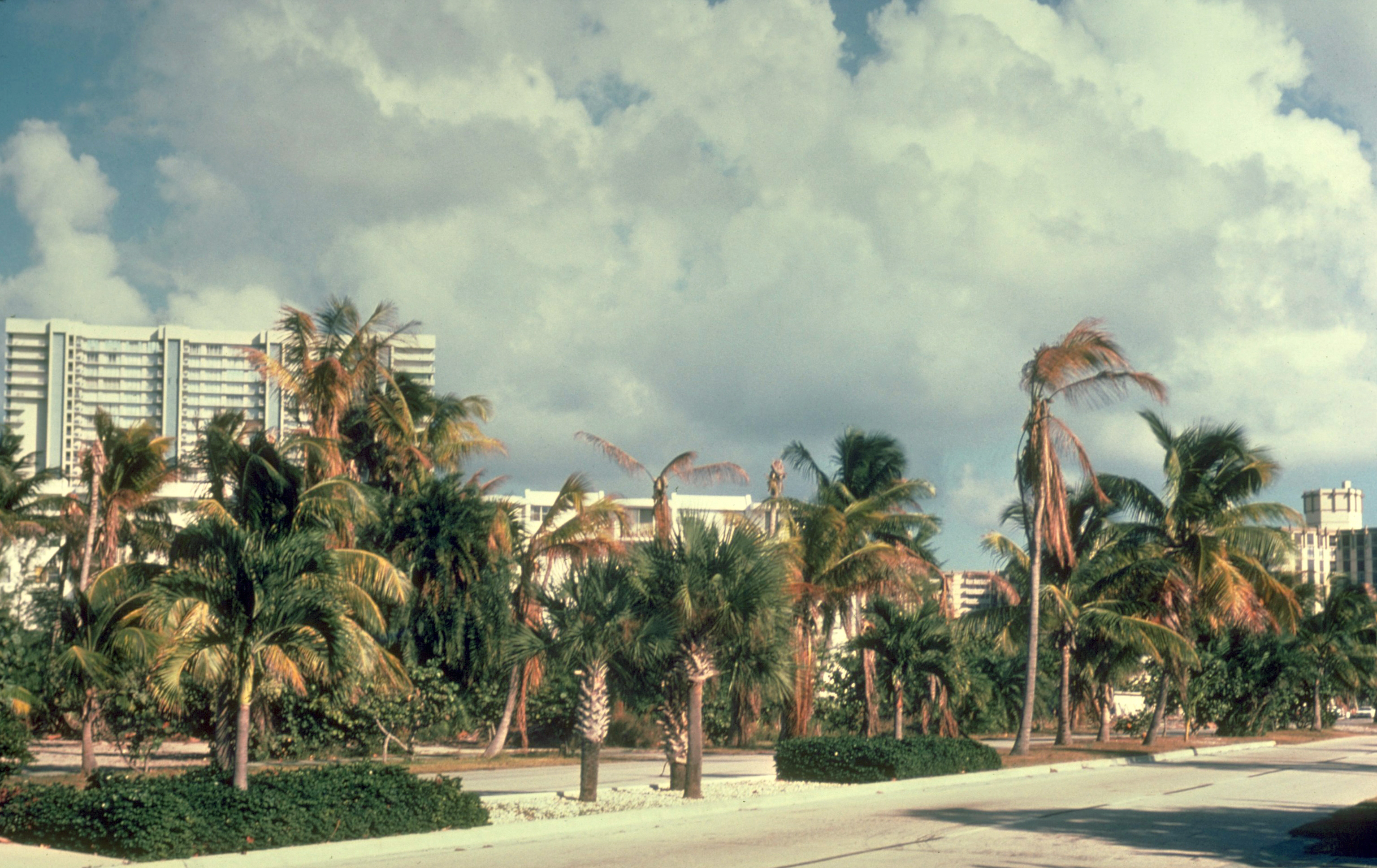
Letális sárgulástól haldokló kókuszpálmák
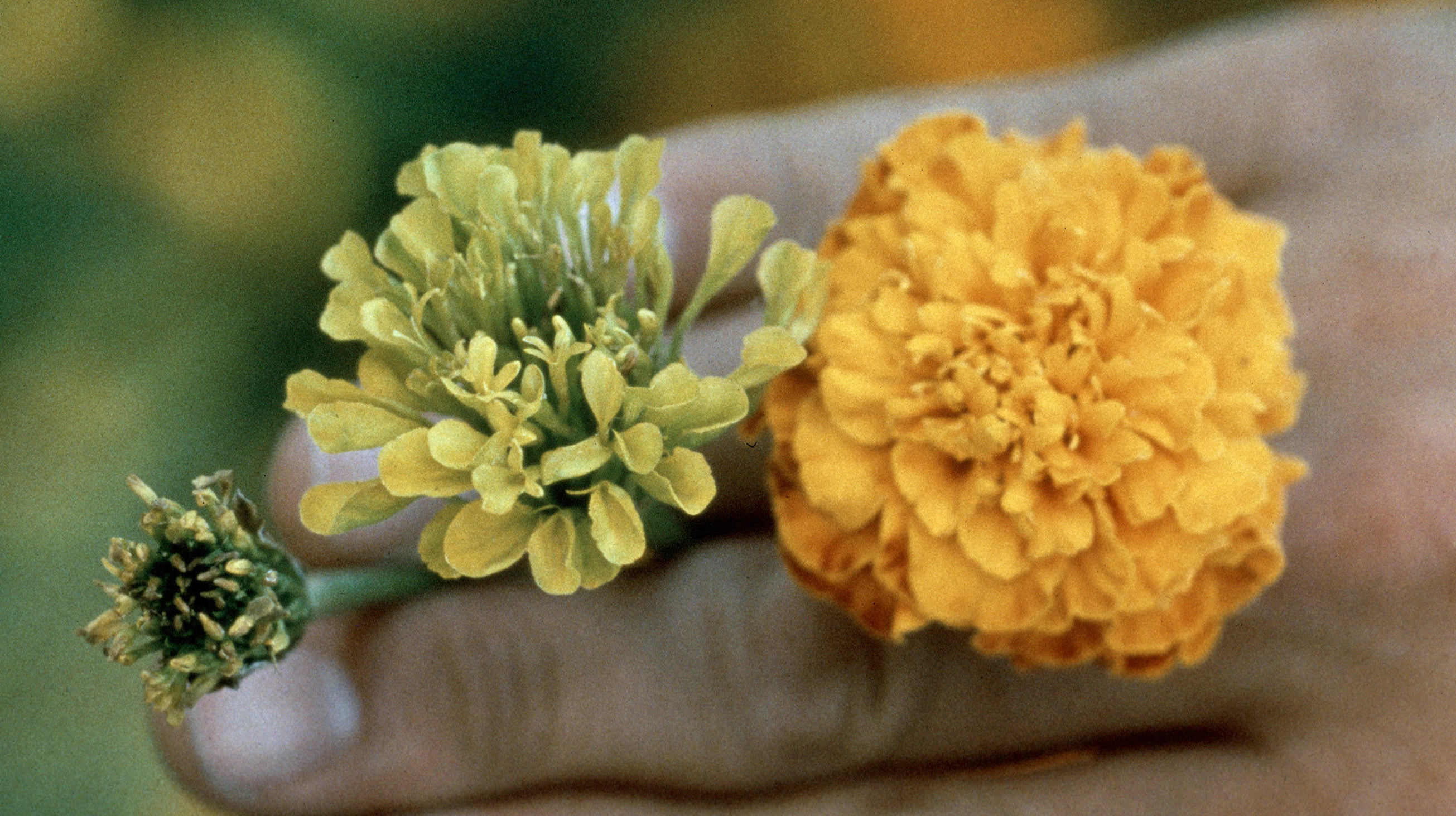
Őszirózsa-sárgulás tünetei büdöskén
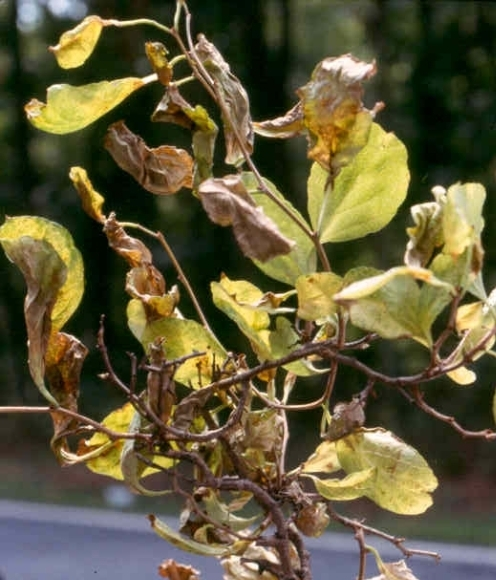
Szilfa-háncsnekrózis
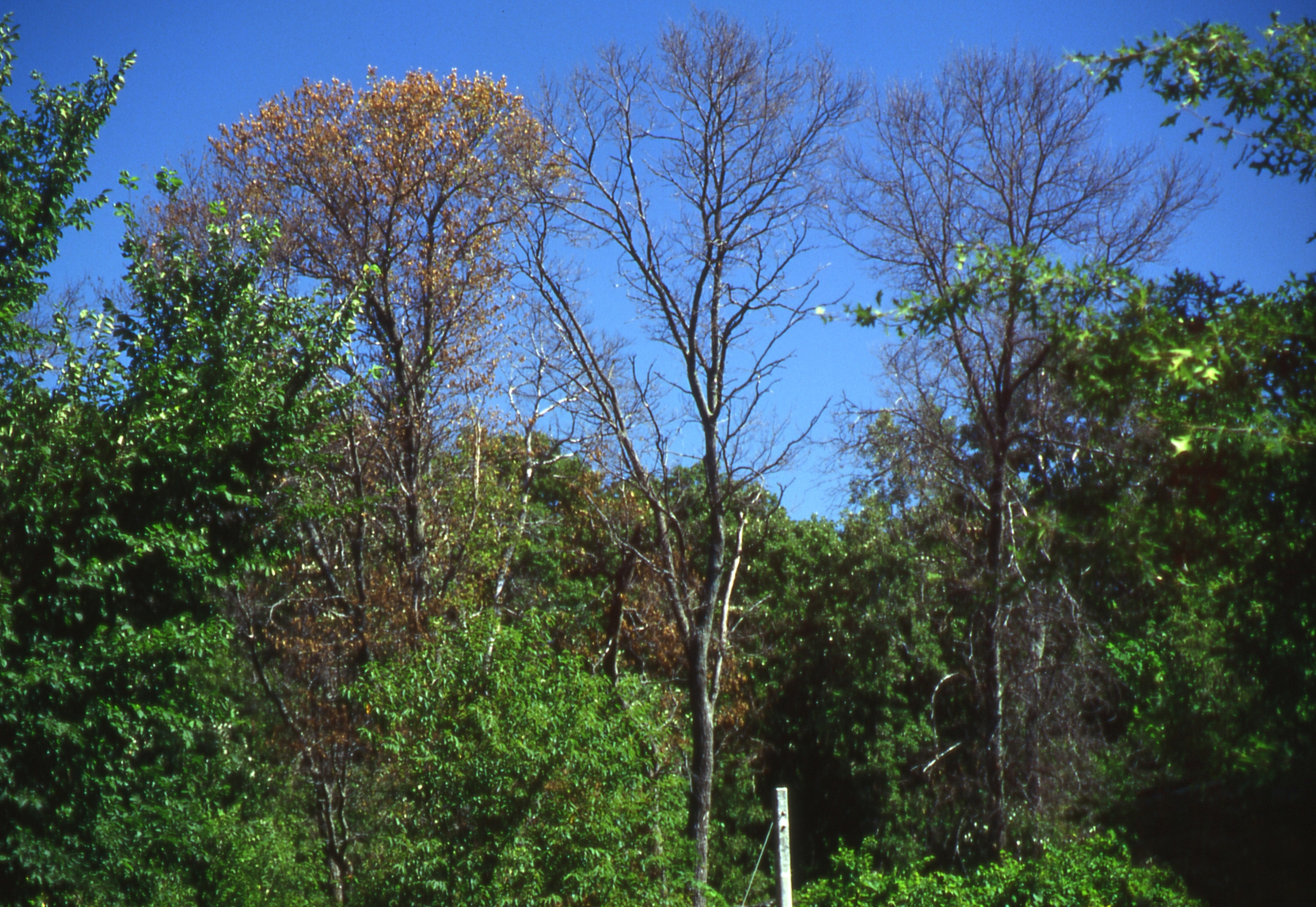
Kőrisfa-sárgulástól haldokló fák
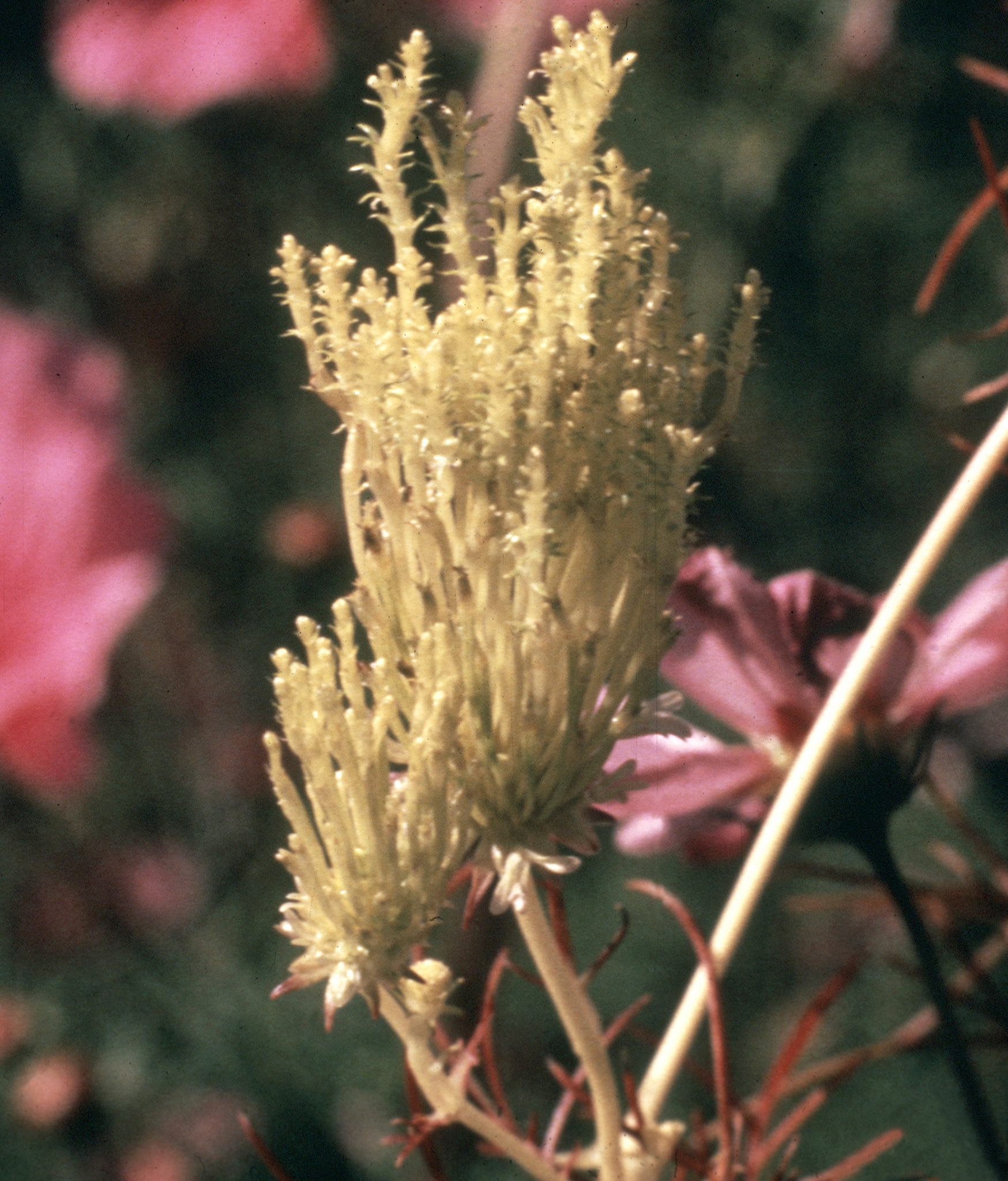
Pillangóvirág fitoplazma-okozta fillódiája
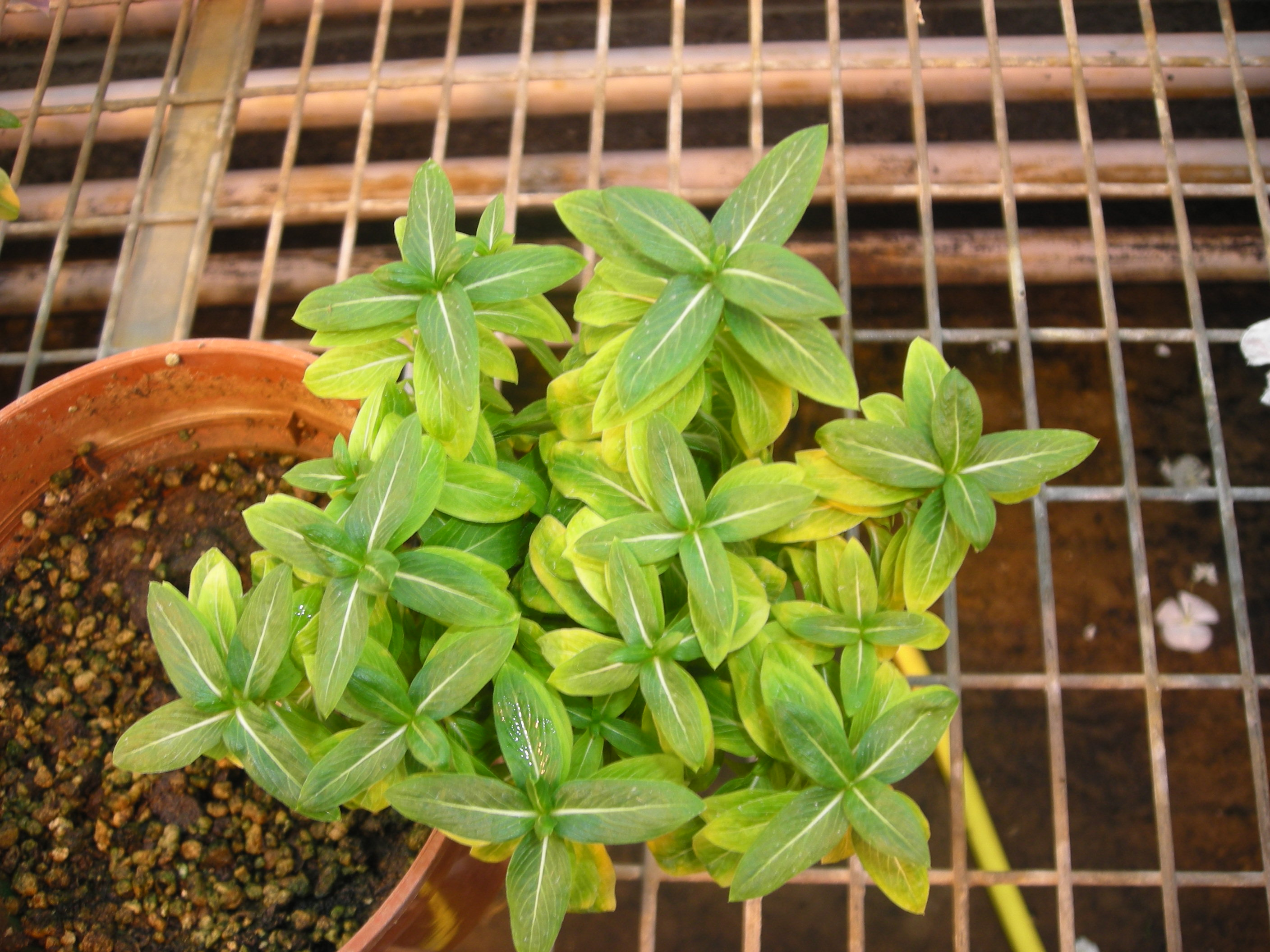
Édesburgonya-kislevelűség fitoplazma (16SrII) Catharanthus roseus-on
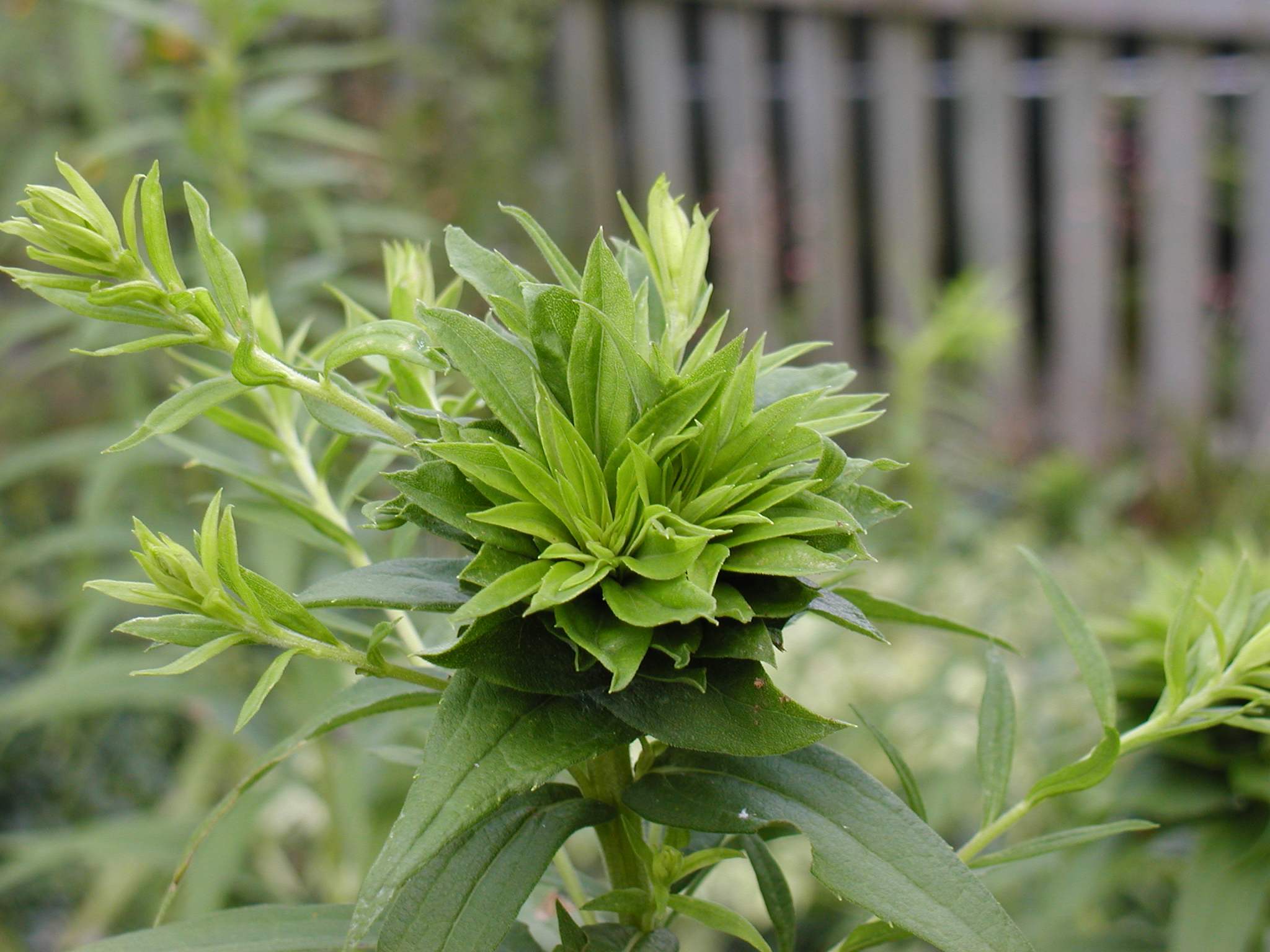
Aranyvessző fillódiája
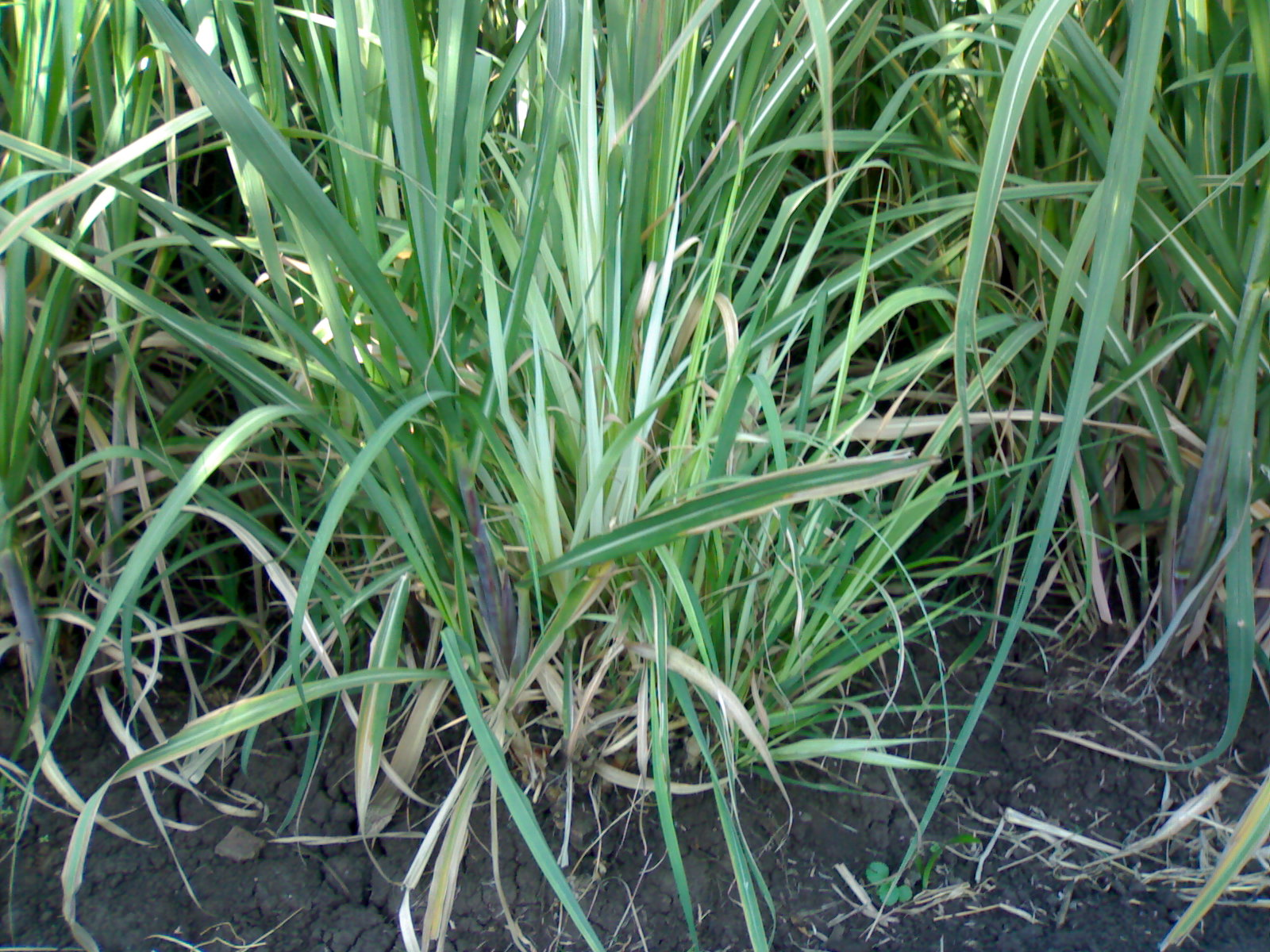
Cukornád fehérlevelűsége (SCGS)
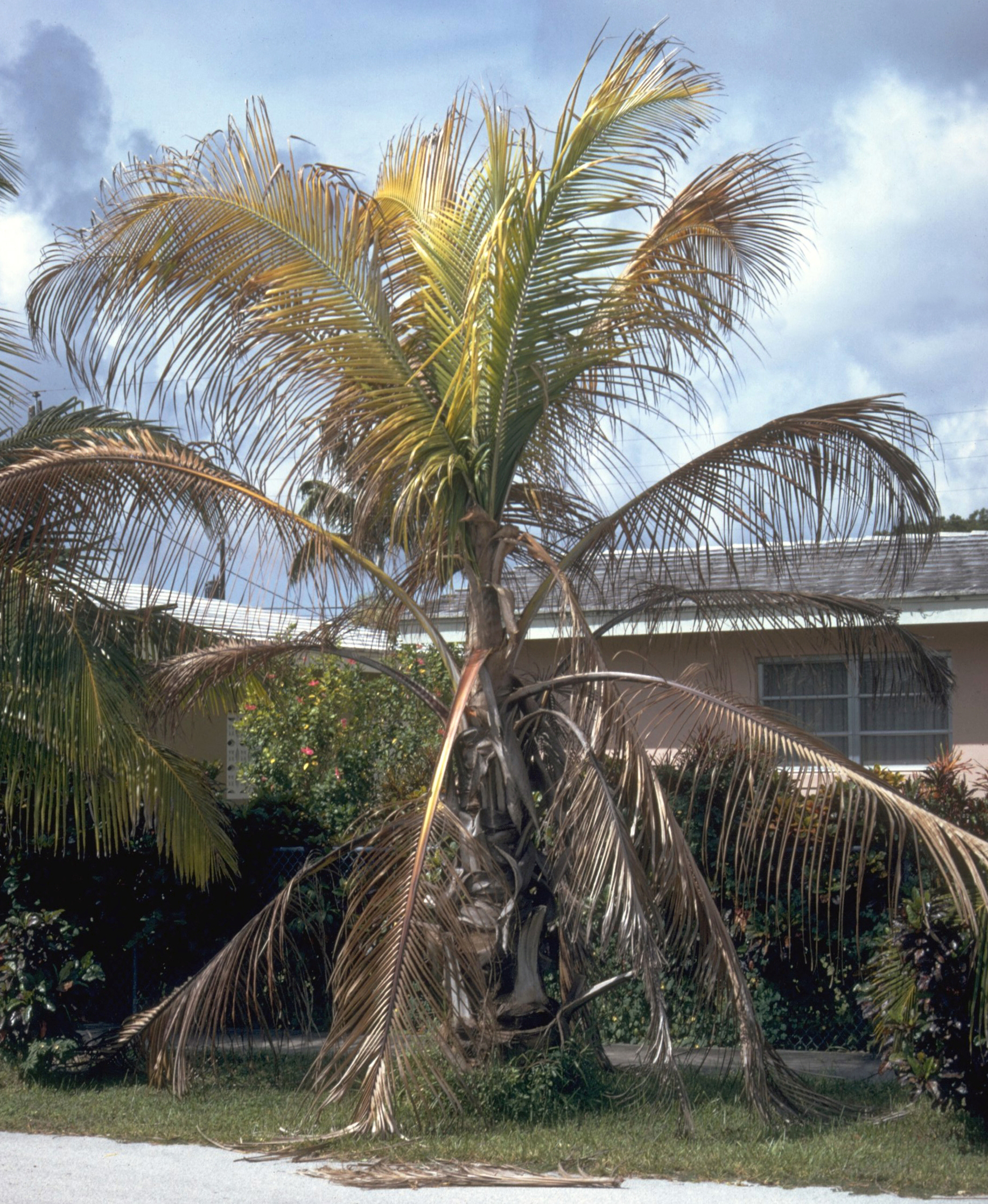
Letális sárgulástól haldokló pálmafa

## Fordítás
- Ez a szócikk részben vagy egészben a Phytoplasma című angol Wikipédia-szócikk ezen változatának fordításán alapul.  Az eredeti cikk szerkesztőit annak laptörténete sorolja fel. Ez a jelzés csupán a megfogalmazás eredetét és a szerzői jogokat jelzi, nem szolgál a cikkben szereplő információk forrásmegjelöléseként.